# Ranunculus kawakamii
Ranunculus kawakamii är en ranunkelväxtart som beskrevs av Tomitaro Makino. Ranunculus kawakamii ingår i släktet ranunkler, och familjen ranunkelväxter. Inga underarter finns listade i Catalogue of Life.